# Luciano Arriagada
Luciano Daniel Arriagada García (Lota, Chile, 30 de abril de 2002) es un futbolista profesional chileno. Juega como delantero y su equipo actual es Huachipato de la Primera División de Chile.

## Trayectoria
Formado en las inferiores de Colo-Colo, debutó el 5 de enero de 2020 en un partido amistoso entre Colo-Colo y la Selección Chilena Sub-23 en el Estadio Monumental, el 10 de octubre de 2020 anotó su primer gol con la camiseta alba ante Coquimbo Unido.
Tras no renovar su contrato con Colo-Colo, en enero de 2023 es anunciado como nuevo jugador del Athletico Paranaense de la Serie A brasileña, en un contrato por 3 temporadas. El 13 de marzo de 2024 es anunciada su cesión a Audax Italiano de la Primera División chilena por toda la temporada 2024.

## Selección nacional

### Selecciones menores
Fue convocado por el entrenador de la sub-15 Cristián Leiva para disputar el Campeonato Sudamericano de Fútbol Sub-15 de 2017 que se disputó en Argentina, donde anotó 2 goles, a Colombia y República Checa. Pese a su buena actuación, no fue considerado por Hernán Caputto, entrenador de la Sub-17, para disputar el Campeonato Sudamericano de Fútbol Sub-17 de 2019 donde Chile clasificó 2° a la Copa Mundial Sub-17 del mismo año, torneo donde tampoco fue considerado. 
Sin embargo, fue convocado en 2020 por el director técnico de la sub-20, Patricio Ormazábal, para disputar un cuadrangular en Brasil, donde le anotó a Perú.

#### Participaciones en Sudamericanos
| Competencia                 | Sede      | Resultado    | PJ | Goles |
| --------------------------- | --------- | ------------ | -- | ----- |
| Sudamericano Sub-15 de 2017 | Argentina | Primera fase | 5  | 3     |

### Selección adulta
El 10 de junio de 2021, fue convocado por el director técnico de la selección chilena adulta, Martín Lasarte, para disputar la Copa América 2021. El 21 de junio, hizo su debut oficial por la selección adulta en el empate por 1-1 ante la selección de fútbol de Uruguay en fase de grupos de la Copa América 2021 ingresando en el minuto 69 por Ben Brereton, convirtiéndose en el segundo jugador más joven en debutar por el equipo en un partido oficial, detrás de Andrés Prieto en 1947.

#### Participaciones en Copas América
| Torneo            | Sede   | Resultado        | Partidos | Goles |
| ----------------- | ------ | ---------------- | -------- | ----- |
| Copa América 2021 | Brasil | Cuartos de final | 1        | 0     |

### Partidos internacionales
Actualizado hasta el 21 de junio de 2021.
| 1     | 21 de junio de 2021 | Arena Pantanal, Cuiabá, Brasil | Uruguay    | 1-1 | Chile |   | Copa América 2021 |  |  |
| Total | Total               | Total                          | Presencias | 1   | Goles | 0 |                   |  |  |

## Estadísticas

### Clubes
| Club                         | Div.          | Temporada     | Liga  | Liga  | Liga   | Regional | Regional | Regional | Copas nacionales | Copas nacionales | Copas nacionales | Torneos internacionales | Torneos internacionales | Torneos internacionales | Total | Total | Total  |
| Club                         | Div.          | Temporada     | Part. | Goles | Asist. | Part.    | Goles    | Asist.   | Part.            | Goles            | Asist.           | Part.                   | Goles                   | Asist.                  | Part. | Goles | Asist. |
| ---------------------------- | ------------- | ------------- | ----- | ----- | ------ | -------- | -------- | -------- | ---------------- | ---------------- | ---------------- | ----------------------- | ----------------------- | ----------------------- | ----- | ----- | ------ |
| Colo-Colo · Chile            | 1.ª           | 2020          | 4     | 1     | 0      | —        | —        | —        | —                | —                | —                | —                       | —                       | —                       | 4     | 1     | 0      |
| Colo-Colo · Chile            | 1.ª           | 2021          | 10    | 2     | 0      | —        | —        | —        | 3                | 0                | 0                | —                       | —                       | —                       | 13    | 2     | 0      |
| Colo-Colo · Chile            | 1.ª           | 2022          | 1     | 0     | 0      | —        | —        | —        | 1                | 0                | 0                | —                       | —                       | —                       | 2     | 0     | 0      |
| Colo-Colo · Chile            | Total club    | Total club    | 15    | 3     | 0      | 0        | 0        | 0        | 4                | 0                | 0                | 0                       | 0                       | 0                       | 19    | 3     | 0      |
| Atlético Paranaense · Brasil | 1.ª           | 2023          | 9     | 0     | 0      | 3        | 1        | 0        | 1                | 0                | 0                | 0                       | 0                       | 0                       | 13    | 1     | 0      |
| Atlético Paranaense · Brasil | 2.a           | 2025          |       |       |        |          |          |          |                  |                  |                  |                         |                         |                         |       |       |        |
| Atlético Paranaense · Brasil | Total club    | Total club    | 9     | 0     | 0      | 3        | 1        | 0        | 1                | 0                | 0                | 0                       | 0                       | 0                       | 13    | 1     | 0      |
| Audax Italiano · Chile       | 1.ª           | 2024          | 0     | 0     | 0      | 0        | 0        | 0        | 0                | 0                | 0                | 0                       | 0                       | 0                       | 0     | 0     | 0      |
| Audax Italiano · Chile       | Total         | Total         | 0     | 0     | 0      | 0        | 0        | 0        | 0                | 0                | 0                | 0                       | 0                       | 0                       | 0     | 0     | 0      |
| Total carrera                | Total carrera | Total carrera | 24    | 3     | 0      | 3        | 1        | 0        | 5                | 0                | 0                | 0                       | 0                       | 0                       | 32    | 4     | 0      |
| 1. 2. 3.                     |               |               |       |       |        |          |          |          |                  |                  |                  |                         |                         |                         |       |       |        |

### Selecciones
| Selección      | Temporada     | Amistosos | Amistosos | Amistosos | Sudamérica | Sudamérica | Sudamérica | Mundial | Mundial | Mundial | Total | Total | Total  | Media goleadora |
| Selección      | Temporada     | Part.     | Goles     | Asist.    | Part.      | Goles      | Asist.     | Part.   | Goles   | Asist.  | Part. | Goles | Asist. | Media goleadora |
| -------------- | ------------- | --------- | --------- | --------- | ---------- | ---------- | ---------- | ------- | ------- | ------- | ----- | ----- | ------ | --------------- |
| Sub-15 · Chile | 2017          | 0         | 0         | 0         | 5          | 3          | 0          | 0       | 0       | 0       | 5     | 3     | 0      | 0.6             |
| Sub-15 · Chile | Total         | 0         | 0         | 0         | 5          | 3          | 0          | 0       | 0       | 0       | 5     | 3     | 0      | 0.6             |
| Adulta · Chile | 2021          | 0         | 0         | 0         | 1          | 0          | 0          | —       | —       | —       | 1     | 0     | 0      | 0.0             |
| Adulta · Chile | Total         | 0         | 0         | 0         | 1          | 0          | 0          | 0       | 0       | 0       | 1     | 0     | 0      | 0.00            |
| Total carrera  | Total carrera | 0         | 0         | 0         | 6          | 3          | 0          | 0       | 0       | 0       | 6     | 3     | 0      | 0.5             |
| 1.             |               |           |           |           |            |            |            |         |         |         |       |       |        |                 |

## Palmarés

### Campeonatos regionales
| Torneo                | Club                | País   | Año  |
| --------------------- | ------------------- | ------ | ---- |
| Campeonato Paranaense | Atlético Paranaense | Brasil | 2023 |

### Campeonatos nacionales
| Torneo             | Club             | País  | Año  |
| ------------------ | ---------------- | ----- | ---- |
| Copa Chile         | C.S.D. Colo-Colo | Chile | 2021 |
| Supercopa de Chile | C.S.D. Colo-Colo | Chile | 2022 |
| Primera División   | C.S.D. Colo-Colo | Chile | 2022 |